# Falîș, Strîi
Falîș (în ucraineană Фалиш) este un sat în comuna Stankiv din raionul Strîi, regiunea Liov, Ucraina.

## Demografie
Componența lingvistică a localității Falîș
     Ucraineană (99,73%)
     Alte limbi (0,27%)
Conform recensământului din 2001, majoritatea populației localității Falîș era vorbitoare de ucraineană (99,73%), existând în minoritate și vorbitori de alte limbi.